# Stapl

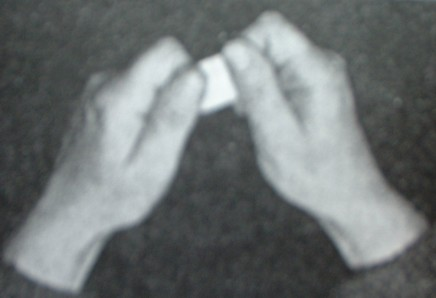
Tažení staplu

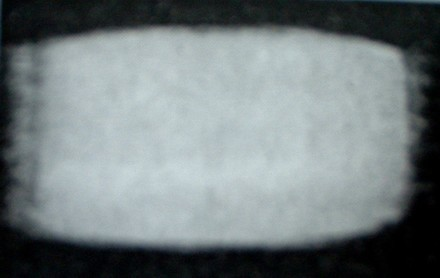
Cca 40mg bavlněných vláken

Stapl je průměrná délka všech vláken z jednoho vzorku textilních surovin.
Přírodní materiály obsahují vlákna různé délky, u chemických vláken se (zpravidla) stříhá celá partie na jednu stejnou délku. 
Obchodní stapl na příklad u bavlny je cca 10 % nejdelších vláken vytažených prsty (jak je znázorněno na hořejším snímku vpravo) z chomáčku tohoto materiálu. Polštářek vláken (prostřední snímek) dává povšechný přehled o délce a některých dalších vlastnostech zkoušeného materiálu.
Výrobce příze však potřebuje přesnější informace o délce vláken. Proto se u přírodních materiálů (asi až do 70. let minulého století) vyčesávala na mechanickém přístroji ze vzorku vlákna, jednotlivě nebo ve smotcích, a kladla od nejdelšího po nejkratší vedle sebe. Špičky vláken vytvořily křivku (staplový diagram), ze které se dala odvodit průměrná délka vláken, stejnoměrnost atd. Zhotovení diagramu z bavlněných vláken trvalo cca 5 minut, u vlny se počítalo s asi čtyřnásobným časem.

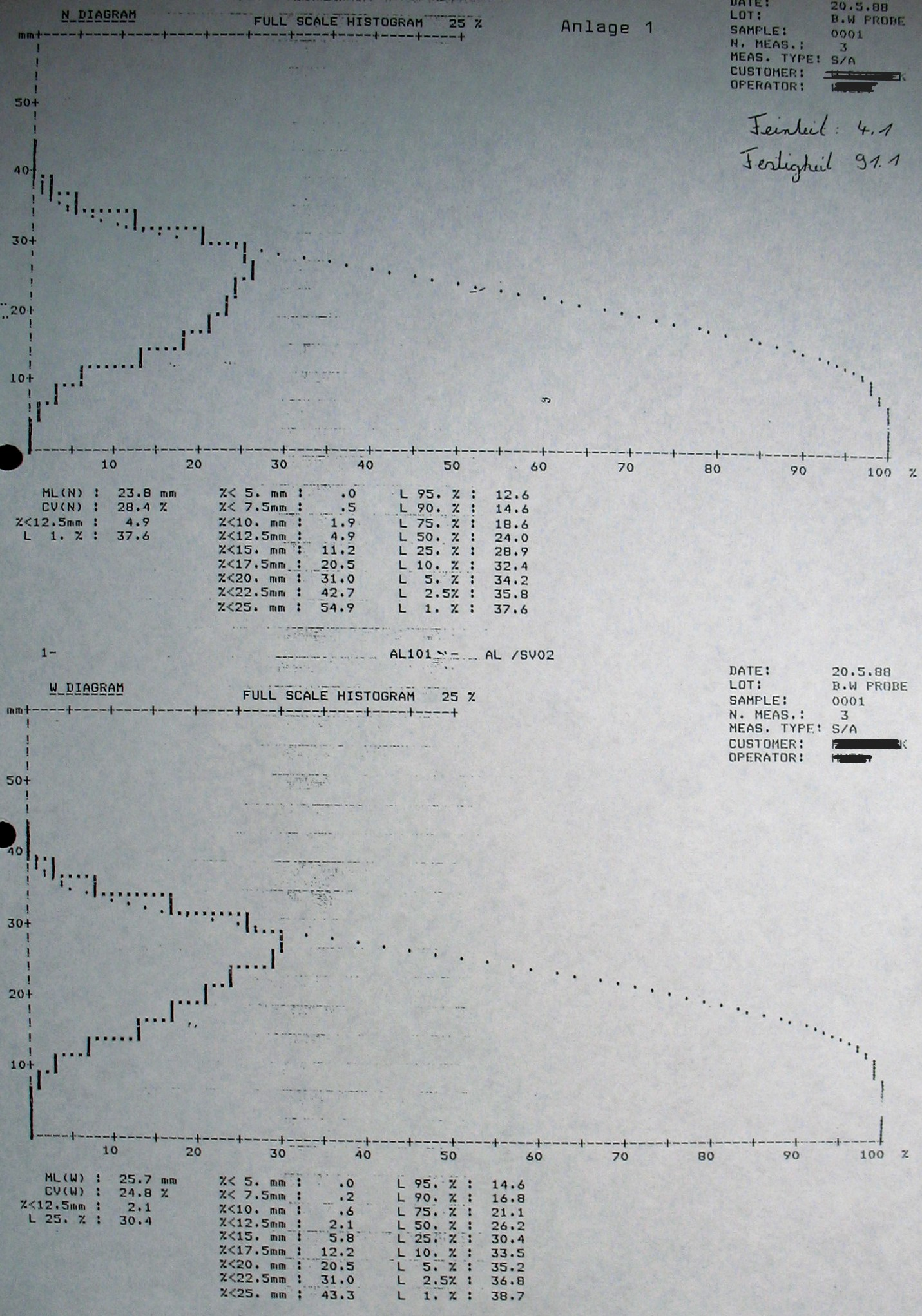
Staplový diagram dlouhovlákné bavlny (z přístroje Almeter)

Moderní elektronické přístroje (AFIS, Fibrograph,  Almeter  aj) z předloženého vzorku zhotoví, vyhodnotí a vytisknou staplový diagram během několika sekund.
Přístroje pracují nejčastěji na principu měření kapacity elektrického proudu procházejícího chomáčkem vláken. 
Ve výsledku se udává procentuální zastoupení jednotlivých délek odstupňované např. po 2,5 mm. Zařazení se obvykle provádí jednak podle počtu vláken a jednak podle váhových podílů na každý stupeň délky (viz dolejší snímek). Zkušební protokol se tiskne jak v číselné, tak i v grafické formě. K celkovému hodnocení patří zejména:
- výpočet indexu stejnoměrnosti (UI) podle vzorce

{\displaystyle UI={\frac {ML}{UHM}}}
ML = průměrná délka staplu,	UMH = délka horní poloviny staplu
Index stejnoměrnosti dosahuje u průměrných bavln hodnoty 0,80-0,82
- výpočet poměru stejnoměrnosti (UR) podle vzorce

{\displaystyle UR={\frac {SL_{50\%}}{SL_{2,5\%}}}}
SL50% = 50% zastoupení délek,	SL2,5% = 2,5% nejdelších vláken
Hodnota UR nad 0,45 (45 %) dokazuje dobrou stejnoměrnost délky vláken
Za staplová vlákna se označují všechny spřadatelné přírodní materiály a stříže z chemických vláken. Souhrnný pojem staplové příze se často používá pro výrobky předené z těchto vláken a vzájemných směsí.

## Z historie výrazu stapl
Výraz staple se používal ve staroangličtině (před rokem 1150) pro kus tenkého drátu, který se zmáčknul a svazoval dohromady. Od roku 1481 je staple známé jako označení (jakéhokoliv) vzorku vlněných vláken, které se později používalo ve stejném významu také pro bavlnu a len.  
 V písemné češtině byl výraz stapl definován např. v Ottově slovníku naučném (II. Díl str. 512, J.Otto Praha 1889)